# アンジェロ・フルラン
アンジェロ・フルラン（Angelo Furlan、1977年6月21日 - ）は、イタリア、アルツィニャーノ出身の自転車競技（ロードレース）選手。

## 経歴
2000年、アレッシオとトレーニー契約を結ぶ。
2001年、アレッシオとプロ契約を結ぶ。
- ツール・ド・ポローニュ区間1勝。

2002年
- ブエルタ・ア・エスパーニャ初出場、第17、第20ステージ優勝、総合121位。

2003年
- ツール・ド・フランス初出場、第9ステージ棄権。

2004年
- コッパ・ベルノッキ優勝
- ジロ・デ・イタリア初出場、総合128位。

2005年、ドミーナ・ヴァカンツェに移籍。
2006年、セッラ・イタリア＝ディキジョヴァンニに移籍。
2007年、クレディ・アグリコルに移籍。
2008年
- ツール・ド・ポローニュ区間1勝。

2009年、ランプレ・N.G.C（現 ランプレ＝ファルネーゼ・ヴィーニ）に移籍。
- ドーフィネ・リベレ区間1勝。

2010年
- パリ〜ツール 2位